# China Global Television Network
China Global Television Network (CGTN) és la divisió internacional de l'organització de mitjans estatals de la Televisió Central de la Xina (CCTV), la seu del qual es troba a Pequín. CGTN transmet sis canals de notícies i interès general en sis idiomes. CGTN està registrada en el Consell d'Estat de la República Popular de la Xina i està sota el control del Departament de Propaganda del Partit Comunista Xinès. El secretari general del Partit Comunista Xinès, Xi Jinping, va descriure l'objectiu de CGTN com "explicar bé la història de la Xina".
Els reguladors dels mitjans, els grups de defensa dels periodistes i uns altres han acusat a CGTN de transmetre propaganda i desinformació en nom del govern xinès i de transmetre confessions forçades.